# Manifold System
Manifold System ist ein Geoinformationssystem (GIS) das von der Firma manifold.net entwickelt wurde und unter Microsoft Windows läuft.
Es handelt sich um  eine Software zum Management digitaler Landkarten. Es lassen sich digitale Karten und Fernerkundungsdaten (Satelliten- und Luftbilder) einfach bearbeiten. Im Gegensatz zu anderen Systemen können alle Funktionen unter einer einheitlichen Benutzeroberfläche aufgerufen werden. Des Weiteren können GPS-Daten eingelesen werden, die Karten als Internet Map Server (IMS) ausgegeben und aussagekräftige Layouts erstellt werden.